# ラフマニノフ:ピアノ協奏曲第2番/パガニーニの主題による狂詩曲
『ラフマニノフ:ピアノ協奏曲第2番/パガニーニの主題による狂詩曲』は、日本のピアニスト反田恭平のライブ・アルバム。2016年11月23日に発売。発売元は日本コロムビア。第9回CDショップ大賞・クラシック賞 受賞作品。

## 概要
2015年5月、イタリアで行われた「第25回 チッタ・ディ・カントゥ国際ピアノ協奏曲コンクール 古典派部門」で第1位を獲得し、イタリアの聴衆との相性の良さを実感した反田が、イタリア出身指揮者アンドレア・バッティストーニ、イタリアの名門オーケストラRAI国立交響楽団と共に、イタリア・トリノにてセッション録音した作品「ラフマニノフ:ピアノ協奏曲第2番」。
加えて「ラフマニノフ:パガニーニの主題による狂詩曲」のライヴ収録を前に、反田は「今回の定期演奏会に来られる方で、ロシアに行ったことがある方はそういないのではないでしょうか。 ロシアという泥臭くも甘い国を私達の演奏で感じて頂けたら幸いです。今回は異例な演奏会かと思います。 天才イタリア人指揮者、伝説のグランドピアノ、そして信頼出来る日本を代表するオーケストラ。この御三方と共に創るラフマニノフのパガニーニ狂詩曲は格別だと確信しております」と語っている。
第9回CDショップ大賞では「リリース前から話題となった、昨今のクラシック音楽界を賑わす二人の若手、反田恭平とバッティストーニの共演。 冒頭の弱音からクライマックスまで、双方の持ち味であるダイナミックな音の運びと細やかかつクールな歌心に溢れた、聴かせどころ満載の1枚。後半のパガニーニ狂詩曲も、ピアノと管弦楽との熱い丁丁発止が最後まで聴き手を惹き付ける」などと評され、クラシック賞を受賞。
セールス面でも、Billboard JAPAN クラシック部門 週間アルバムチャートで、第1位（2週連続）を獲得した他、TOWER RECORDS 全店クラシックチャートでも第2位を獲得。加えてオリコン総合アルバムチャート33位にもランクインした。

## 収録曲
1. ラフマニノフ:ピアノ協奏曲第2番 ハ短調 作品18 [37min]
I : Moderato
II : Adagio sostenuto
III : Allegro scherzando
  - 演奏: 反田恭平（ピアノ）、アンドレア・バッティストーニ（指揮）、RAI国立交響楽団
  - 録音: 2016年7月7日、RAIオディトリアム（イタリア・トリノ）、セッション録音
2. ラフマニノフ:ピアノとオーケストラのための「パガニーニの主題による狂詩曲」 [24min]
  - 演奏: 反田恭平（ピアノ）、アンドレア・バッティストーニ（指揮）、東京フィルハーモニー交響楽団
  - 録音: 2015年9月11日、東京オペラシティ・コンサートホール、ライブ録音[動画 1]
  - 使用ピアノ: ヴィンテージ・ニューヨーク・スタインウェイ CD75（ホロヴィッツ愛用の銘機[3]）

### 動画
1. ↑  東京フィルハーモニー交響楽団. “TPO & Andrea Battistoni & Kyohei Sorita play Rachmaninov”.   YouTube. 2021年11月6日閲覧。